# Atlantiska orkansäsongen 1993
Den atlantiska orkansäsongen 1993 pågick officiellt från den 1 juni 1993 till den 30 november 1993. Historiskt sett bildas de allra flesta tropiska cyklonerna under denna period på året. Säsongen var relativt inaktiv, med åtta namngivna stormar, av vilka fyra blev orkaner. Denna låga aktivitet beror troligtvis på en kraftig El Niño som varade mellan åren 1991 till 1994.
Den tropiska stormen Bret orsakade 184 dödsoffer när den passerade över norra Venezuela tidigt i augusti. Orkanen Gert orsakade stora skador i Mexiko efter att ha passerat över Centralamerika och dödat 76. Orkanen Emily, säsongens kraftigaste storm, orsakade mindre skador vid Outer Banks i North Carolina men drog aldrig in över land.